# Quasimus
Quasimus is een geslacht van kevers uit de familie  
kniptorren (Elateridae).
Het geslacht is voor het eerst wetenschappelijk beschreven in 1886 door Des Gozis.

## Soorten
Het geslacht omvat de volgende soorten:
- Quasimus abruptus Dolin, 1997
- Quasimus affinis Dolin, 2001
- Quasimus ami Kishii, 1994
- Quasimus anhuiensis Li, 1993
- Quasimus arimotoi (Ôhira, 2002)
- Quasimus atayal (Kishii, 1994)
- Quasimus atomarius (Candèze, 1882)
- Quasimus babai Kishii, 1970
- Quasimus bengalicus Dolin, 2001
- Quasimus besucheti Dolin, 2001
- Quasimus brancuccii Dolin, 1993
- Quasimus brevis Kishii, 1980
- Quasimus breviusculus Kishii, 1980
- Quasimus cameronensis Kishii, 1980
- Quasimus carinipennis Kishii, 1980
- Quasimus cariosus Dolin, 1997
- Quasimus catei Dolin, 1997
- Quasimus chibi Kishii, 1976
- Quasimus convexicollis Dolin, 2001
- Quasimus convexipennis Kishii, 1982
- Quasimus coolsi Dolin, 2001
- Quasimus cordatus Miwa, 1934
- Quasimus curticornis Dolin, 1993
- Quasimus divisus (Van Zwaluwenburg, 1963)
- Quasimus dubius Dolin, 2001
- Quasimus echigoanus Kishii, 1976
- Quasimus ellipticus (Candèze)
- Quasimus elongatissimus Dolin, 1993
- Quasimus exilis (Motschulsky, 1858)
- Quasimus formosanus Ôhira, 1968
- Quasimus geminus Fleutiaux, 1942
- Quasimus girardi Dolin, 1998
- Quasimus haddeni Fleutiaux, 1934
- Quasimus hatayamai Kishii, 1980
- Quasimus hiroyoshii Ôhira, 1998
- Quasimus holzschuhi Dolin, 2001
- Quasimus horaki Dolin, 1997
- Quasimus horishanus Miwa, 1930
- Quasimus idiophallus Dolin, 1993
- Quasimus imasakai Kishii, 1976
- Quasimus improvisus Dolin, 2001
- Quasimus indicus Dolin, 2001
- Quasimus indistinctus Dolin, 1997
- Quasimus inopinatus Dolin, 2001
- Quasimus interpositus Dolin, 1993
- Quasimus ishigakianus Kishii, 1976
- Quasimus issunboushi Kishii, 1966
- Quasimus japonicus Kishii, 1959
- Quasimus javanus Dolin, 1998
- Quasimus kai Kishii, 1994
- Quasimus kiiensis Kishii, 1976
- Quasimus kintaroui Kishii, 1982
- Quasimus korellipticus Han, 2000
- Quasimus kyotoensis Kishii, 1966
- Quasimus liliputanus (Germar, 1844)
- Quasimus longicornis Dolin, 1993
- Quasimus longulus Kishii, 1970
- Quasimus luteipes Candèze
- Quasimus luteipes (Candèze, 1873)
- Quasimus malaisei Fleutiaux, 1942
- Quasimus malayanus Kishii, 1980
- Quasimus meghalayanus Dolin, 1993
- Quasimus minutissimus (Germar, 1817)
- Quasimus minutus Fleutiaux, 1930
- Quasimus miwai Ôhira, 1966
- Quasimus miyakonis Kishii, 1976
- Quasimus obovatus Dolin, 1993
- Quasimus ocellatus Dolin, 1993
- Quasimus ohirai Dolin, 2001
- Quasimus ohkurai (Ôhira, 1992)
- Quasimus okinawensis Ôhira, 1998
- Quasimus ovalioides Kishii, 1970
- Quasimus ovalis (Candèze, 1873)
- Quasimus pacholatkoi Dolin, 2001
- Quasimus pakistanicus Dolin, 1993
- Quasimus palawanensis Ôhira, 1974
- Quasimus paradoxus Dolin, 1993
- Quasimus parallelus (Schwarz, 1902)
- Quasimus parvulus Kishii, 1970
- Quasimus persimilis Dolin, 1993
- Quasimus petrimagni Dolin & Latifi, 1997
- Quasimus problematicus Dolin, 1993
- Quasimus pseudovalis Kishii, 1994
- Quasimus ranzanus Kishii, 1970
- Quasimus reclinatus Ôhira, 1966
- Quasimus robustus Kishii, 1980
- Quasimus satoi Ôhira, 1967
- Quasimus sausai Dolin, 2001
- Quasimus scutellaris Kishii, 1980
- Quasimus shaxianensis Jiang in Jiang & Wang, 1999
- Quasimus shibatai Kishii, 1970
- Quasimus shimabarensis Kishii, 1979
- Quasimus shirakii Miwa, 1930
- Quasimus shouichii Kishii, 1979
- Quasimus subcarinatus Dolin, 1993
- Quasimus subcordatus Dolin, 1993
- Quasimus subovalis Fleutiaux, 1930
- Quasimus sumatrensis Dolin, 1993
- Quasimus takahashii Miwa, 1934
- Quasimus takakurai Kishii, 1976
- Quasimus tenuis Kishii, 1994
- Quasimus tomentosus Dolin, 1993
- Quasimus tsurugi Kishii, 1976
- Quasimus tsushimensis Kishii, 1970
- Quasimus uguriensis Kishii, 1970
- Quasimus unicus Fleutiaux, 1930
- Quasimus vunun Kishii, 1994
- Quasimus wittmeri Dolin, 1993
- Quasimus yakuensis Kishii, 1959
- Quasimus yamayi Kishii, 1985
- Quasimus yasuii Kishii, 1970